# Three Animals Go!!!
Three Animals Go!!! (三匹がイクッ！！！?, Sanbiki ga iku!!!) è un manga di Takeshi Matsu. L'opera è una raccolta di oneshot bara, destinata espressamente ad un pubblico omosessuale; pubblicata originalmente da Oakla Shuppan, è stata importata in Italia da Renbooks nel 2013.

## Trama

### Primavera, estate, autunno, inverno
Il liceale Naotake Sugiya decide di mettere alla prova la propria volontà ripromettendosi di arrivare in aula per primo ogni giorno, sperando di fortificare in questo modo il proprio carattere e lasciarsi alle spalle la timidezza. Eppure fin dall'inizio dell'anno è il compagno Kazuki a batterlo. I due, nonostante le diversità, stringono amicizia e nel corso dell'anno si aiutano a vicenda: Kazu aiuta l'amico con i bulli mentre Nao si offre d'aiutare il compagno negli studi. Col passare del tempo, Naotake si accorge di nutrire dei sentimenti ben più profondi di una semplice amicizia nei confronti di Kazu, che, diventato nella vita dell'amico una figura di riferimento, gli permette infine di superare timidezza e ritrosia.

### Three Animals Go!!!
In una tranquilla cittadina nei pressi di Tokyo vivono Saito Nogi, Kanji Hiba e Kota Shimeno, tre amici molto legati. La familiarità che vi è tra di loro li porta ad organizzare una serata di sesso per perdere la verginità, ma la ragazza che avevano contattato finisce a letto con il loro amico Ryuji. Ai tre animals non resta che masturbarsi, la situazione sfugge loro di mano e si ritrovano a fare del sesso a tre.

### Perfect Manager Kazuma
L’animal Kanji Hiba è un promettente lanciatore della squadra di baseball della scuola, il suo unico problema è con le divise: nel corso dell'anno ne rovina moltissime. L'atteggiamento incurante del ragazzo costringe Kazuma, il manager della squadra, a provvedere personalmente. Con la scusa di prendere le misure per una nuova uniforme, Kazuma seduce Kanji ed i due finiscono per fare sesso negli spogliatoi della squadra. Dopo questa esperienza, nel corso degli allenamenti Hiba sembra più in forma di prima, ma il suo ricorrere continuamente alla tecnica della scivolata pare suggerire che forse al ragazzo interessi molto più rovinare l'ennesima divisa piuttosto che ottenere un buon risultato sportivo.

### Sogno fugace
Ryuji Hino, amico di Kanji Hiba, è il figlio di un famoso e temuto malvivente locale. Per questo motivo tutti gli studenti e gli insegnanti della sua scuola trattano il ragazzo con grande favore ed esagerata deferenza. Per Ryuji sembra dunque impossibile trovare in città delle persone sincere di cui fidarsi. L'unica eccezione è Takuro Izumi, insegnante trasferitosi lì da poco. Grazie al gatto Kokiyama e all'amore che Ryuji nutre per i felini, Izumi riesce a fare breccia nel cuore del suo alunno. L'idillio finisce quando Ryuji sorprende il suo insegnante a letto con un uomo. La scoperta suscita sentimenti contrastanti nel ragazzo, che crede di essere stato avvicinato da Izumi solo in prospettiva di futuri favori sessuali, mentre al tempo stesso non può negare di essersi eccitato alla vista del suo professore con un altro uomo. Quando quella sera Izumi viene a trovarlo come suo solito, Ryuji perde il controllo e abusa di lui. L'insegnante gli dice però di amare un altro e di avere sempre considerato il suo allievo come un fratello di cui prendersi cura, allora Ryuji, adirato, lo sbatte fuori di casa.
Poco tempo dopo adotta un gatto randagio e, ripensando agli ultimi avvenimenti, decide di chiamarlo Kokiyama.

### Dal primo giorno che ti ho visto...
Passeggiando per le strade, lo studente universitario Fumiya reincontra Masato, l'unico amico che aveva al liceo e che ora, abbandonati gli studi, lavora in cantiere. I due, entusiasti dell'incontro fortuito, vanno a casa di Masato per trascorrere la serata assieme, bevendo. A casa dell'amico, Fumiya ritrova Tetsumaru, il cane randagio di cui si prendevano cura ai tempi di scuola e che aveva permesso ai due di avvicinarsi e stringere amicizia. Ora che le loro strade si sono reincrociate, i due si promettono di non perdersi più di vista. L'alcol rende più audace Masato, che bacia Fumuya. Scioccato, quest'ultimo lo respinge, ma presto l'insistenza di Masato fa abbandonare all'amico ogni resistenza ed i due trascorrono la notte assieme. Il mattino seguente Masato non ricorda nulla e solo con grande imbarazzo riconosce essersi lasciato andare un po' troppo.